# Jorge Américo Rodrigues Paiva
Jorge Américo Rodrigues Paiva (Cambondo, Angola, 17 de setembro de 1933) é um botânico e taxonomista cuja carreira se desenvolveu na Universidade de Coimbra.

## Biografia
Obteve uma licenciatura em Ciências Biológicas na Universidade de Coimbra e o doutoramento em Biologia no Departamento de Recursos Naturales y Ambiente da Universidade de Vigo.
Realizou identificações e classificação de novas espécies com ênfase na família Polygalaceae, publicando habitualmente em Fontqueria, Anales Jard. Bot. Madrid, Bol. Soc. Portug. Cienc. Nat. e no Boletim da Sociedade Broteriana. Realizou extensas explorações botânicas pela África Austral (Angola, Malawi, Moçambique), Ásia Central (Azerbaijão), no oeste do Brasil, nas ilhas africanas (Canárias, Cabo Verde e Madeira), Europa (Portugal e Espanha) e na África tropical (São Tomé e Príncipe).
Como ambientalista é reconhecido pela sua defesa inequívoca do ambiente, sendo membro activo de diversas associações e comissões nacionais e internacionais.
- 1993 - Prémio Quercus (Associação Nacional para a Conservação da Natureza)
- 2001 e 2002 - Prémios Nacionais de Ambiente "Fernando Pereira" conferidos pela Confederação Nacional de Associações de Defesa do Ambiente
- 2005 - Prémio "Carrera" da Confederação Nacional de Associações de Protecção do Ambiente
- 2005 - Prémio "Amigos do PROSEPE"
- 2021 - Prémio Quercus, pelo seu trabalho de cientifico e defesa da floresta e biodiversidade em Portugal [5]

O seu nome foi usado como epónimo na elaboração dos nomes dos seguintes taxa:
- (Annonaceae) Uvaria paivana Couvreur[6]
- (Convolvulaceae) Argyreia paivae A.R.Simões & P.Silveira[7]
- (Hyacinthaceae) Hyacinthoides paivae S.Ortiz & Rodr.Oubiña[8]

## Publicações
Entre muitas outras, é autor das seguintes publicações:
- ana c. Tavares, joao Loureiro, silvia Castro, Antonio p. Coutinho, jorge Paiva, carlos Cavaleiro, ligia Salgueiro, jorge m. Canhoto. 2014. Assessment of Daucus carota L. (Apiaceae) subspecies by chemotaxonomic and DNA content analyses. Biochemical Sys. And Ecol. 55: 222-230. (ver detalhes) ISI paper
- -----------------, c. Cavaleiro, l. Salgueiro, j.m. Canhoto, Jorge Paiva}}. 2013. Characterization and distinction of two subspecies of Eryngium duriaei J.Gay ex Boiss., an Iberian endemic Apiaceae, using flow cytometry and essential oils composition. Plant Sys. And Evol. 299 (3): 611-618 (ver detalhes) ISI paper
- e. Figueiredo, jorge Paiva, g.f. Smith. 2013. Typification of two Linnaean names in Polygala (Polygalaceae): P. bracteolata and P. myrtifolia. Taxon. 62 (4): 807-808
- 1998. Polygalarum Africanarum et Madagascariensium prodromus atque gerontogaei generis Heterosamara Kuntze, a genere Polygala L. segregati et a nobis denuo recepti, synopsis monographica. Con Academia de Ciencias de Cuba. Ed. Real Jardín Botánico, 346 pp.
- 1998. A crise ambiental, apocalipse ou advento de uma nova idade. Ed. Liga de Amigos de Conimbriga, ISBN 9728659202, ISBN 9789728659202
- 1995. Flora de Cabo Verde: plantas vasculares. Fascs. 2-88. Ed. Instituto de Investigação Científica Tropical
- 1993. A flora e a vegetação da Reserva Natural do Paul da Arzila. Natureza e paisagem 12. Ed. Serviço Nacional de Parques, Reservas e Conservação da Natureza, 66 pp. ISBN 9729034834, ISBN 9789729034831